# ISDF
ISDF (skrót od ang. International Standard for Describing Functions) – międzynarodowy standard opisu funkcji. Standard został opracowany przez Międzynarodową Radę Archiwów w 2007 roku. 